# Elezioni comunali in Lombardia del 2020
Le elezioni comunali in Lombardia del 2020 si sono tenute il 20 e il 21 settembre (con ballottaggio il 4 e il 5 ottobre).

## Riepilogo sindaci eletti
| Provincia | Comune           | Sindaco uscente | Sindaco uscente                   | Sindaco eletto | Sindaco eletto                    | Primo turno | Primo turno | Secondo turno | Secondo turno | Seggi   |
| Provincia | Comune           | Sindaco uscente | Sindaco uscente                   | Sindaco eletto | Sindaco eletto                    | Voti        | %           | Voti          | %             | Seggi   |
| --------- | ---------------- | --------------- | --------------------------------- | -------------- | --------------------------------- | ----------- | ----------- | ------------- | ------------- | ------- |
| Milano    | Bollate          |                 | Francesco Vassallo (PD)           |                | Francesco Vassallo (PD)           | 9 603       | 56,03       | —             | —             | 15 / 24 |
| Milano    | Cologno Monzese  |                 | Angelo Rocchi (Lega)              |                | Angelo Rocchi (Lega)              | 12 222      | 58,56       | —             | —             | 15 / 24 |
| Milano    | Corsico          |                 | Francesca Iacontini               |                | Stefano Martino Ventura (PD)      | 6 001       | 41,10       | 7 112         | 62,81         | 15 / 24 |
| Milano    | Legnano          |                 | Cristiana Cirelli                 |                | Lorenzo Radice (PD)               | 8 875       | 31,59       | 11 974        | 54,07         | 15 / 24 |
| Milano    | Parabiago        |                 | Raffaele Cucchi (Lega)            |                | Raffaele Cucchi (Lega)            | 7 850       | 63,16       | —             | —             | 11 / 16 |
| Milano    | Segrate          |                 | Paolo Giovanni Micheli (Ind.)     |                | Paolo Giovanni Micheli (Ind.)     | 9 135       | 51,66       | —             | —             | 15 / 24 |
| Brescia   | Lonato del Garda |                 | Roberto Tardani (FI)              |                | Roberto Tardani (FI)              | 4 823       | 57,51       | —             | —             | 10 / 16 |
| Brescia   | Rovato           |                 | Tiziano Alessandro Belotti (Lega) |                | Tiziano Alessandro Belotti (Lega) | 4 570       | 53,73       | —             | —             | 10 / 16 |
| Lecco     | Lecco            |                 | Virginio Brivio (PD)              |                | Mauro Gattinoni (PD)              | 10 096      | 41,67       | 10 978        | 50,07         | 20 / 32 |
| Mantova   | Mantova          |                 | Mattia Palazzi (PD)               |                | Mattia Palazzi (PD)               | 16 546      | 70,75       | —             | —             | 24 / 32 |
| Mantova   | Viadana          |                 | Alessandro Cavallari (Lega)       |                | Nicola Cavatorta (Lega)           | 3 798       | 43,15       | 3 838         | 55,18         | 10 / 16 |
| Pavia     | Vigevano         |                 | Andrea Sala (Lega)                |                | Andrea Ceffa (Lega)               | 13 402      | 50,59       | —             | —             | 15 / 24 |
| Pavia     | Voghera          |                 | Carlo Barbieri (FI)               |                | Paola Garlaschelli (Lega)         | 9 370       | 49,20       | 9 371         | 66,29         | 15 / 24 |
| Verona    | Saronno          |                 | Alessandro Fagioli (Lega)         |                | Augusto Airoldi (PD)              | 6 490       | 34,62       | 8 822         | 59,99         | 15 / 24 |
| Verona    | Somma Lombardo   |                 | Stefano Bellaria (PD)             |                | Stefano Bellaria (PD)             | 4 873       | 60,19       | —             | —             | 10 / 16 |

## Città metropolitana di Milano

### Bollate
| Candidati                                                          | Candidati                     | Voti                 | %     | Liste                  | Voti   | %     | Seggi |
| ------------------------------------------------------------------ | ----------------------------- | -------------------- | ----- | ---------------------- | ------ | ----- | ----- |
|                                                                    | Francesco Vassallo ✔️ Sindaco | 9 603                | 56,03 | Partito Democratico    | 6 077  | 36,99 | 11    |
| Piano B                                                            | Francesco Vassallo ✔️ Sindaco | 9 603                | 56,03 | 974                    | 5,93   | 1     |       |
| +Bollate Viva - Italia Viva                                        | Francesco Vassallo ✔️ Sindaco | 9 603                | 56,03 | 768                    | 4,67   | 1     |       |
| Uniti per Bollate                                                  | Francesco Vassallo ✔️ Sindaco | 9 603                | 56,03 | 590                    | 3,59   | 1     |       |
| Sinistra Nuova per Bollate                                         | Francesco Vassallo ✔️ Sindaco | 9 603                | 56,03 | 581                    | 3,54   | 1     |       |
| Partito Socialista Italiano                                        | Francesco Vassallo ✔️ Sindaco | 9 603                | 56,03 | 226                    | 1,38   | –     |       |
|                                                                    | Peter Guidi                   | 5 667                | 33,07 | Lega Salvini Lombardia | 2 758  | 16,79 | 4     |
| Fratelli d'Italia                                                  | Peter Guidi                   | 5 667                | 33,07 | 1 361                  | 8,28   | 1     |       |
| Forza Italia                                                       | Peter Guidi                   | 5 667                | 33,07 | 741                    | 4,51   | 1     |       |
| Bollate Ideale - MPL - Movimento Politico Libertas                 | Peter Guidi                   | 5 667                | 33,07 | 640                    | 3,90   | –     |       |
| Seggio di coalizione                                               | Seggio di coalizione          | Seggio di coalizione | 33,07 | 1                      |        |       |       |
|                                                                    | Pierluigi Catenacci           | 1 868                | 10,90 | Civica Ambienta Lista  | 644    | 3,92  | 1     |
| Rifondazione Comunista - Comunisti Italiani - Per un'Altra Bollate | Pierluigi Catenacci           | 1 868                | 10,90 | 548                    | 3,34   | –     |       |
| Bollatesi in Movimento                                             | Pierluigi Catenacci           | 1 868                | 10,90 | 522                    | 3,18   | –     |       |
| Seggio di coalizione                                               | Seggio di coalizione          | Seggio di coalizione | 10,90 | 1                      |        |       |       |
| Totale                                                             | Totale                        | 17 138               | 100   |                        | 16 430 | 100   | 24    |

### Cologno Monzese
| Candidati                           | Candidati                | Voti                 | %     | Liste                                             | Voti   | %     | Seggi |
| ----------------------------------- | ------------------------ | -------------------- | ----- | ------------------------------------------------- | ------ | ----- | ----- |
|                                     | Angelo Rocchi ✔️ Sindaco | 12 222               | 58,56 | Lega Salvini Lombardia                            | 3 966  | 19,96 | 6     |
| Noi con Rocchi Sindaco              | Angelo Rocchi ✔️ Sindaco | 12 222               | 58,56 | 3 474                                             | 17,49  | 5     |       |
| Fratelli d'Italia                   | Angelo Rocchi ✔️ Sindaco | 12 222               | 58,56 | 2 520                                             | 12,69  | 3     |       |
| Lista Di Bari Cologno nel Cuore     | Angelo Rocchi ✔️ Sindaco | 12 222               | 58,56 | 1 130                                             | 5,69   | 1     |       |
| S. Maurizio al Lambro in Comune     | Angelo Rocchi ✔️ Sindaco | 12 222               | 58,56 | 404                                               | 2,03   | –     |       |
|                                     | Alessandra Roman Tomat   | 5 219                | 25,00 | Partito Democratico                               | 2 581  | 12,99 | 3     |
| Cologno Solidale e Democratica      | Alessandra Roman Tomat   | 5 219                | 25,00 | 958                                               | 4,82   | 1     |       |
| Lista Civica Alessandra Roman Tomat | Alessandra Roman Tomat   | 5 219                | 25,00 | 943                                               | 4,75   | 1     |       |
| Sinistra Colognese                  | Alessandra Roman Tomat   | 5 219                | 25,00 | 281                                               | 1,41   | –     |       |
| +Cologno Viva - Italia Viva         | Alessandra Roman Tomat   | 5 219                | 25,00 | 273                                               | 1,37   | –     |       |
| Seggio di coalizione                | Seggio di coalizione     | Seggio di coalizione | 25,00 | 1                                                 |        |       |       |
|                                     | Vincenzo Maria Barbarisi | 1 804                | 8,64  | Movimento 5 Stelle                                | 871    | 4,38  | 1     |
| Europa Verde                        | Vincenzo Maria Barbarisi | 1 804                | 8,64  | 456                                               | 2,30   | –     |       |
| Movimento Civico Colognese          | Vincenzo Maria Barbarisi | 1 804                | 8,64  | 224                                               | 1,13   | –     |       |
| Cologno Rinasce                     | Vincenzo Maria Barbarisi | 1 804                | 8,64  | 194                                               | 0,98   | –     |       |
| Seggio di coalizione                | Seggio di coalizione     | Seggio di coalizione | 8,64  | 1                                                 |        |       |       |
|                                     | Antonio Velluto          | 1 406                | 6,74  | Forza Italia                                      | 725    | 3,65  | –     |
| Cologno Libera Lista Velluto        | Antonio Velluto          | 1 406                | 6,74  | 341                                               | 1,72   | –     |       |
| Lista Civica Pensionati             | Antonio Velluto          | 1 406                | 6,74  | 153                                               | 0,77   | –     |       |
| Grande Nord                         | Antonio Velluto          | 1 406                | 6,74  | 102                                               | 0,51   | –     |       |
| MPL Movimento Politico Libertas     | Antonio Velluto          | 1 406                | 6,74  | 53                                                | 0,27   | –     |       |
| Seggio di coalizione                | Seggio di coalizione     | Seggio di coalizione | 6,74  | 1                                                 |        |       |       |
|                                     | Gilberto Garbellotto     | 221                  | 1,06  | Rifondazione Comunista - Sinistra Anticapitalista | 216    | 1,09  | –     |
| Totale                              | Totale                   | 20 872               | 100   |                                                   | 19 865 | 100   | 24    |

### Corsico
| Candidati                               | Candidati                          | Voti                 | %     | Liste                           | Voti   | %     | Seggi |
| --------------------------------------- | ---------------------------------- | -------------------- | ----- | ------------------------------- | ------ | ----- | ----- |
|                                         | Stefano Martino Ventura ✔️ Sindaco | 6 001                | 41,10 | Partito Democratico             | 3 512  | 25,78 | 10    |
| Corsico Torna Grande                    | Stefano Martino Ventura ✔️ Sindaco | 6 001                | 41,10 | 1 006                           | 7,38   | 3     |       |
| Insieme per Corsico                     | Stefano Martino Ventura ✔️ Sindaco | 6 001                | 41,10 | 995                             | 7,30   | 2     |       |
|                                         | Filippo Errante                    | 5 284                | 36,19 | Lega Salvini Lombardia          | 1 739  | 12,76 | 2     |
| Fratelli d'Italia                       | Filippo Errante                    | 5 284                | 36,19 | 1 634                           | 11,99  | 2     |       |
| Corsico Ideale                          | Filippo Errante                    | 5 284                | 36,19 | 1 592                           | 11,69  | 2     |       |
| Seggio di coalizione                    | Seggio di coalizione               | Seggio di coalizione | 36,19 | 1                               |        |       |       |
|                                         | Gianluca Vitali                    | 1 190                | 8,15  | Movimento 5 Stelle              | 1 099  | 8,07  | –     |
| Seggio di coalizione                    | Seggio di coalizione               | Seggio di coalizione | 8,15  | 1                               |        |       |       |
|                                         | Roberto Mei                        | 1 133                | 7,76  | Forza Italia                    | 810    | 5,95  | –     |
| Noi con l'Italia - Italia Viva - Civica | Roberto Mei                        | 1 133                | 7,76  | 275                             | 2,02   | –     |       |
| Seggio di coalizione                    | Seggio di coalizione               | Seggio di coalizione | 7,76  | 1                               |        |       |       |
|                                         | Maria Carla Rossi                  | 360                  | 2,47  | Corsico in Comune               | 347    | 2,55  | –     |
|                                         | Giacomo Di Capua                   | 334                  | 2,29  | CambiAmo Corsico                | 324    | 2,38  | –     |
|                                         | Mara Ghidorzi                      | 299                  | 2,05  | Rifondazione Comunista - Civica | 291    | 2,14  | –     |
| Totale                                  | Totale                             | 14 601               | 100   |                                 | 13 624 | 100   | 24    |

1. ↑  In sostituzione di Filippo Errante (Ind. di centro-destra), dimessosi dalla carica di sindaco il 4 giugno 2019 a seguito di una crisi di maggioranza

### Legnano
| Candidati                              | Candidati                 | Voti                 | %     | Liste                         | Voti   | %     | Seggi |
| -------------------------------------- | ------------------------- | -------------------- | ----- | ----------------------------- | ------ | ----- | ----- |
|                                        | Lorenzo Radice ✔️ Sindaco | 8 875                | 31,59 | Partito Democratico           | 4 914  | 18,89 | 9     |
| Insieme per Legnano - Legnano Popolare | Lorenzo Radice ✔️ Sindaco | 8 875                | 31,59 | 2 181                         | 8,38   | 4     |       |
| Ri Legnano                             | Lorenzo Radice ✔️ Sindaco | 8 875                | 31,59 | 1 071                         | 4,12   | 2     |       |
|                                        | Carolina Toia             | 11 615               | 41,35 | Lega Salvini Lombardia        | 4 044  | 15,54 | 2     |
| Toia Sindaco                           | Carolina Toia             | 11 615               | 41,35 | 2 953                         | 11,35  | 2     |       |
| Fratelli d'Italia                      | Carolina Toia             | 11 615               | 41,35 | 2 245                         | 8,63   | 1     |       |
| Forza Italia                           | Carolina Toia             | 11 615               | 41,35 | 1 676                         | 6,44   | 1     |       |
| Seggio di coalizione                   | Seggio di coalizione      | Seggio di coalizione | 41,35 | 1                             |        |       |       |
|                                        | Franco Brumana            | 3 338                | 11,88 | Movimento dei Cittadini       | 2 239  | 8,60  | –     |
| Legnano Cambia                         | Franco Brumana            | 3 338                | 11,88 | 647                           | 2,49   | –     |       |
| Seggio di coalizione                   | Seggio di coalizione      | Seggio di coalizione | 11,88 | 1                             |        |       |       |
|                                        | Franco Colombo            | 1 659                | 5,91  | Franco Colombo Sindaco        | 1 532  | 5,89  | –     |
| Seggio di coalizione                   | Seggio di coalizione      | Seggio di coalizione | 5,91  | 1                             |        |       |       |
|                                        | Simone Rigamonti          | 1 209                | 4,30  | Movimento 5 Stelle            | 1 205  | 4,63  | –     |
|                                        | Alessandro Rogora         | 944                  | 3,36  | Europa Verde                  | 879    | 3,38  | –     |
|                                        | Lucia Bertolini           | 450                  | 1,60  | La Sinistra Legnano in Comune | 434    | 1,67  | –     |
| Totale                                 | Totale                    | 28 090               | 100   |                               | 26 020 | 100   | 24    |

1. ↑  Dal 16 maggio 2019 in sostituzione di Gianbattista Fratus (Lega) (cfr. https://www.milanotoday.it/politica/giambattista-fratus-arrestato.html)

### Parabiago
| Candidati            | Candidati                  | Voti                 | %     | Liste                         | Voti   | %     | Seggi |
| -------------------- | -------------------------- | -------------------- | ----- | ----------------------------- | ------ | ----- | ----- |
|                      | Raffaele Cucchi ✔️ Sindaco | 7 850                | 63,16 | Lega Salvini Lombardia        | 4 019  | 33,81 | 7     |
| Fratelli d'Italia    | Raffaele Cucchi ✔️ Sindaco | 7 850                | 63,16 | 1 447                         | 12,17  | 2     |       |
| Forza Italia         | Raffaele Cucchi ✔️ Sindaco | 7 850                | 63,16 | 1 035                         | 8,71   | 1     |       |
| Attiva Mente         | Raffaele Cucchi ✔️ Sindaco | 7 850                | 63,16 | 927                           | 7,80   | 1     |       |
|                      | Ornella Venturini          | 2 168                | 17,44 | Partito Democratico           | 2 114  | 17,79 | 2     |
| Seggio di coalizione | Seggio di coalizione       | Seggio di coalizione | 17,44 | 1                             |        |       |       |
|                      | Giuliano Rancilio          | 1 815                | 14,60 | Riparabiago                   | 1 774  | 14,93 | 1     |
| Seggio di coalizione | Seggio di coalizione       | Seggio di coalizione | 14,60 | 1                             |        |       |       |
|                      | Eleonora Pradal            | 595                  | 4,79  | +Parabiago Viva - Italia Viva | 570    | 4,80  | –     |
| Totale               | Totale                     | 12 428               | 100   |                               | 11 886 | 100   | 16    |

### Segrate
| Candidati                   | Candidati                         | Voti                 | %     | Liste                    | Voti   | %     | Seggi |
| --------------------------- | --------------------------------- | -------------------- | ----- | ------------------------ | ------ | ----- | ----- |
|                             | Paolo Giovanni Micheli ✔️ Sindaco | 9 135                | 51,66 | Paolo Micheli Sindaco    | 3 110  | 18,76 | 6     |
| Partito Democratico         | Paolo Giovanni Micheli ✔️ Sindaco | 9 135                | 51,66 | 3 036                    | 18,31  | 5     |       |
| Segrate Nostra              | Paolo Giovanni Micheli ✔️ Sindaco | 9 135                | 51,66 | 1 555                    | 9,38   | 3     |       |
| +Segrate Viva - Italia Viva | Paolo Giovanni Micheli ✔️ Sindaco | 9 135                | 51,66 | 849                      | 5,12   | 1     |       |
|                             | Luca Sirtori                      | 3 766                | 21,30 | Fratelli d'Italia        | 1 978  | 11,93 | 2     |
| Lega Salvini Lombardia      | Luca Sirtori                      | 3 766                | 21,30 | 1 442                    | 8,70   | 2     |       |
| Seggio di coalizione        | Seggio di coalizione              | Seggio di coalizione | 21,30 | 1                        |        |       |       |
|                             | Laura Aldini                      | 3 022                | 17,09 | Forza Italia             | 1 697  | 10,24 | 2     |
| Cambiamo! con Alessandrini  | Laura Aldini                      | 3 022                | 17,09 | 637                      | 3,84   | 1     |       |
| Partecipazione              | Laura Aldini                      | 3 022                | 17,09 | 577                      | 3,48   | –     |       |
| Seggio di coalizione        | Seggio di coalizione              | Seggio di coalizione | 17,09 | 1                        |        |       |       |
|                             | Dena Arabsolgar                   | 719                  | 4,07  | Segrate Sì               | 683    | 4,12  | –     |
|                             | Claudio Viganò                    | 608                  | 3,44  | Lega Federalisti Segrate | 579    | 3,49  | –     |
|                             | Claudio Gasparini                 | 434                  | 2,45  | Liberal Segrate          | 434    | 2,62  | –     |
| Totale                      | Totale                            | 17 684               | 100   |                          | 16 577 | 100   | 24    |

## Provincia di Brescia

### Lonato del Garda
| Candidati                               | Candidati                  | Voti                 | %     | Liste                                | Voti  | %     | Seggi |
| --------------------------------------- | -------------------------- | -------------------- | ----- | ------------------------------------ | ----- | ----- | ----- |
|                                         | Roberto Tardani ✔️ Sindaco | 4 823                | 57,51 | Lega Salvini Lombardia               | 1 927 | 23,88 | 5     |
| Forza Italia - Noi con Lonato del Garda | Roberto Tardani ✔️ Sindaco | 4 823                | 57,51 | 1 526                                | 18,91 | 3     |       |
| Fratelli d'Italia                       | Roberto Tardani ✔️ Sindaco | 4 823                | 57,51 | 856                                  | 10,61 | 2     |       |
| Impegno Civico                          | Roberto Tardani ✔️ Sindaco | 4 823                | 57,51 | 364                                  | 4,51  | –     |       |
|                                         | Paola Comencini            | 2 822                | 33,65 | Lista Civica Paola Comencini Sindaco | 1 096 | 13,58 | 2     |
| Progetto Lonato                         | Paola Comencini            | 2 822                | 33,65 | 640                                  | 7,93  | 1     |       |
| Partito Democratico                     | Paola Comencini            | 2 822                | 33,65 | 585                                  | 7,25  | 1     |       |
| Ritrovo Lonato                          | Paola Comencini            | 2 822                | 33,65 | 376                                  | 4,66  | –     |       |
| Seggio di coalizione                    | Seggio di coalizione       | Seggio di coalizione | 33,65 | 1                                    |       |       |       |
|                                         | Davide Bollani             | 656                  | 7,82  | Obiettivo Lonato                     | 626   | 7,76  | –     |
| Seggio di coalizione                    | Seggio di coalizione       | Seggio di coalizione | 7,82  | 1                                    |       |       |       |
|                                         | Sandro Teodori             | 85                   | 1,01  | Lonato in Comune                     | 72    | 0,89  | –     |
| Totale                                  | Totale                     | 8 386                | 100   |                                      | 8 068 | 100   | 16    |

### Rovato
| Candidati                 | Candidati                             | Voti                 | %     | Liste                   | Voti  | %     | Seggi |
| ------------------------- | ------------------------------------- | -------------------- | ----- | ----------------------- | ----- | ----- | ----- |
|                           | Tiziano Alessandro Belotti ✔️ Sindaco | 4 570                | 53,73 | Tiziano Belotti Sindaco | 1 783 | 22,21 | 5     |
| Lega Salvini Lombardia    | Tiziano Alessandro Belotti ✔️ Sindaco | 4 570                | 53,73 | 1 737                   | 21,64 | 4     |       |
| Fratelli d'Italia         | Tiziano Alessandro Belotti ✔️ Sindaco | 4 570                | 53,73 | 581                     | 7,24  | 1     |       |
| Forza Italia              | Tiziano Alessandro Belotti ✔️ Sindaco | 4 570                | 53,73 | 268                     | 3,34  | –     |       |
|                           | Valentina Remonato                    | 2 279                | 26,80 | Rovato Vale             | 948   | 11,81 | 2     |
| La Civica                 | Valentina Remonato                    | 2 279                | 26,80 | 709                     | 8,83  | 1     |       |
| Rovato 2020               | Valentina Remonato                    | 2 279                | 26,80 | 435                     | 5,42  | –     |       |
| Seggio di coalizione      | Seggio di coalizione                  | Seggio di coalizione | 26,80 | 1                       |       |       |       |
|                           | Renato Bonassi                        | 958                  | 11,26 | Rovatow                 | 362   | 4,51  | 1     |
| Rovato Futura             | Renato Bonassi                        | 958                  | 11,26 | 293                     | 3,65  | –     |       |
| Rovato e Frazioni Insieme | Renato Bonassi                        | 958                  | 11,26 | 228                     | 2,84  | –     |       |
| Seggio di coalizione      | Seggio di coalizione                  | Seggio di coalizione | 11,26 | 1                       |       |       |       |
|                           | Alberto Luigi Piva                    | 345                  | 4,06  | Rovato Capitale         | 340   | 4,24  | –     |
|                           | Roberto Antonio Alessandro Manenti    | 201                  | 2,36  | Grande Nord             | 193   | 2,40  | –     |
|                           | Maurizio Festa                        | 152                  | 1,79  | L.I.G.A. per Rovato     | 150   | 1,87  | –     |
| Totale                    | Totale                                | 8 505                | 100   |                         | 8 027 | 100   | 16    |

1. ↑  https://bsnews.it/2020/08/23/elezioni-comunali-rovato-ecco-i-6-candidati-sindaci-tutti-i-consiglieri/
2. ↑  Include candidati del Partito Democratico

## Provincia di Lecco

### Lecco
| Candidati                           | Candidati                  | Voti                 | %     | Liste                           | Voti   | %     | Seggi |
| ----------------------------------- | -------------------------- | -------------------- | ----- | ------------------------------- | ------ | ----- | ----- |
|                                     | Mauro Gattinoni ✔️ Sindaco | 10 096               | 41,67 | Partito Democratico             | 4 168  | 18,36 | 9     |
| Fattore Lecco                       | Mauro Gattinoni ✔️ Sindaco | 10 096               | 41,67 | 2 656                           | 11,70  | 6     |       |
| Con La Sinistra Cambia Lecco        | Mauro Gattinoni ✔️ Sindaco | 10 096               | 41,67 | 1 295                           | 5,70   | 3     |       |
| Ambientalmente Lecco                | Mauro Gattinoni ✔️ Sindaco | 10 096               | 41,67 | 1 192                           | 5,25   | 2     |       |
|                                     | Giuseppe Ciresa            | 11 800               | 48,71 | Forza Italia - Lecco Merita Di+ | 3 197  | 14,08 | 3     |
| Lega Salvini Lombardia              | Giuseppe Ciresa            | 11 800               | 48,71 | 3 109                           | 13,69  | 3     |       |
| Lecco Ideale Peppino Ciresa Sindaco | Giuseppe Ciresa            | 11 800               | 48,71 | 2 889                           | 12,73  | 2     |       |
| Fratelli d'Italia                   | Giuseppe Ciresa            | 11 800               | 48,71 | 2 036                           | 8,97   | 2     |       |
| Seggio di coalizione                | Seggio di coalizione       | Seggio di coalizione | 48,71 | 1                               |        |       |       |
|                                     | Corrado Valsecchi          | 1 438                | 5,94  | Appello! per Lecco              | 1 335  | 5,88  | –     |
| Seggio di coalizione                | Seggio di coalizione       | Seggio di coalizione | 5,94  | 1                               |        |       |       |
|                                     | Silvio Fumagalli           | 893                  | 3,69  | Movimento 5 Stelle              | 825    | 3,63  | –     |
| Totale                              | Totale                     | 24 227               | 100   |                                 | 22 702 | 100   | 32    |

## Provincia di Mantova

### Mantova
| Candidati                                    | Candidati                 | Voti                 | %     | Liste                       | Voti   | %     | Seggi |
| -------------------------------------------- | ------------------------- | -------------------- | ----- | --------------------------- | ------ | ----- | ----- |
|                                              | Mattia Palazzi ✔️ Sindaco | 16 546               | 70,75 | Partito Democratico         | 6 469  | 29,61 | 11    |
| #Palazzi2020                                 | Mattia Palazzi ✔️ Sindaco | 16 546               | 70,75 | 6 219                       | 28,47  | 10    |       |
| SI Sinistra Italiana - Federazione dei Verdi | Mattia Palazzi ✔️ Sindaco | 16 546               | 70,75 | 972                         | 4,45   | 1     |       |
| ManTua                                       | Mattia Palazzi ✔️ Sindaco | 16 546               | 70,75 | 831                         | 3,80   | 1     |       |
| Italia Viva                                  | Mattia Palazzi ✔️ Sindaco | 16 546               | 70,75 | 760                         | 3,48   | 1     |       |
|                                              | Stefano Rossi             | 5 168                | 22,10 | Lega Salvini Lombardia      | 2 107  | 9,64  | 3     |
| Fratelli d'Italia                            | Stefano Rossi             | 5 168                | 22,10 | 1 231                       | 5,63   | 1     |       |
| Forza Italia                                 | Stefano Rossi             | 5 168                | 22,10 | 923                         | 4,23   | 1     |       |
| Mantova Ideale Rossi Sindaco                 | Stefano Rossi             | 5 168                | 22,10 | 781                         | 3,58   | 1     |       |
| Seggio di coalizione                         | Seggio di coalizione      | Seggio di coalizione | 22,10 | 1                           |        |       |       |
|                                              | Gloria Costani            | 1 118                | 4,78  | Salute Ambiente Futuro      | 590    | 2,70  | –     |
| Movimento 5 Stelle                           | Gloria Costani            | 1 118                | 4,78  | 423                         | 1,94   | –     |       |
| Seggio di coalizione                         | Seggio di coalizione      | Seggio di coalizione | 4,78  | 1                           |        |       |       |
|                                              | Giuliano Longfils         | 197                  | 0,84  | Mantova nel Cuore           | 190    | 0,87  | –     |
|                                              | Cesare Battistelli        | 175                  | 0,75  | Rifondazione Comunista      | 174    | 0,80  | –     |
|                                              | Michele Annaloro          | 131                  | 0,56  | Lista Civica Grande Mantova | 125    | 0,57  | –     |
|                                              | Roberto Biasotti          | 52                   | 0,22  | Lista Civica Viva Mantova   | 51     | 0,23  | –     |
| Totale                                       | Totale                    | 23 387               | 100   |                             | 21 846 | 100   | 32    |

1. ↑  Include candidati di Partito Socialista Italiano, Azione, +Europa, Radicali Italiani e Centro Democratico

### Viadana
| Candidati                                                       | Candidati                   | Voti                 | %     | Liste                   | Voti  | %     | Seggi |
| --------------------------------------------------------------- | --------------------------- | -------------------- | ----- | ----------------------- | ----- | ----- | ----- |
|                                                                 | Nicola Cavatorta ✔️ Sindaco | 3 798                | 43,15 | Viadana in Testa        | 1 412 | 17,46 | 4     |
| Lega Salvini Lombardia                                          | Nicola Cavatorta ✔️ Sindaco | 3 798                | 43,15 | 1 315                   | 16,26 | 4     |       |
| Fratelli d'Italia                                               | Nicola Cavatorta ✔️ Sindaco | 3 798                | 43,15 | 599                     | 7,41  | 2     |       |
| Forza Viadana                                                   | Nicola Cavatorta ✔️ Sindaco | 3 798                | 43,15 | 191                     | 2,36  | –     |       |
|                                                                 | Fabrizia Zaffanella         | 2 104                | 23,90 | Io Cambio               | 1 181 | 14,61 | 1     |
| Partito Socialista Italiano - Partito Democratico - Italia Viva | Fabrizia Zaffanella         | 2 104                | 23,90 | 695                     | 8,60  | 1     |       |
| Seggio di coalizione                                            | Seggio di coalizione        | Seggio di coalizione | 23,90 | 1                       |       |       |       |
|                                                                 | Alessia Minotti             | 1 466                | 16,66 | Il Grande Fiume         | 424   | 5,24  | 1     |
| Viadana Davvero 2020                                            | Alessia Minotti             | 1 466                | 16,66 | 362                     | 4,48  | –     |       |
| Generazione Viadana                                             | Alessia Minotti             | 1 466                | 16,66 | 290                     | 3,59  | –     |       |
| Viadana Futura                                                  | Alessia Minotti             | 1 466                | 16,66 | 224                     | 2,77  | –     |       |
| Seggio di coalizione                                            | Seggio di coalizione        | Seggio di coalizione | 16,66 | 1                       |       |       |       |
|                                                                 | Silvio Perteghella          | 782                  | 8,88  | Viadana Democratica (A) | 760   | 9,40  | –     |
| Seggio di coalizione                                            | Seggio di coalizione        | Seggio di coalizione | 8,88  | 1                       |       |       |       |
|                                                                 | Lorenzo Gardini             | 652                  | 7,41  | Movimento 5 Stelle      | 632   | 7,82  | –     |
| Totale                                                          | Totale                      | 8 802                | 100   |                         | 8 085 | 100   | 16    |

1. ↑  Sostituisce il sindaco Giovanni Cavatorta (Lega), deceduto il 18 maggio 2019

La lista contrassegnata con (A) è apparentata al secondo turno con Fabrizia Zaffanella

## Provincia di Pavia

### Vigevano
| Candidati            | Candidati               | Voti                 | %     | Liste                  | Voti   | %     | Seggi |
| -------------------- | ----------------------- | -------------------- | ----- | ---------------------- | ------ | ----- | ----- |
|                      | Andrea Ceffa ✔️ Sindaco | 13 402               | 50,59 | Lega Salvini Lombardia | 6 525  | 26,98 | 8     |
| Fratelli d'Italia    | Andrea Ceffa ✔️ Sindaco | 13 402               | 50,59 | 2 530                  | 10,46  | 3     |       |
| Forza Italia         | Andrea Ceffa ✔️ Sindaco | 13 402               | 50,59 | 2 336                  | 9,66   | 3     |       |
| #Vigevano Riparte    | Andrea Ceffa ✔️ Sindaco | 13 402               | 50,59 | 913                    | 3,78   | 1     |       |
|                      | Alessio Bertucci        | 4 944                | 18,66 | Partito Democratico    | 3 844  | 15,90 | 3     |
| #LeApi2020           | Alessio Bertucci        | 4 944                | 18,66 | 429                    | 1,77   | –     |       |
| Vigevano Coraggiosa  | Alessio Bertucci        | 4 944                | 18,66 | 366                    | 1,51   | –     |       |
| Seggio di coalizione | Seggio di coalizione    | Seggio di coalizione | 18,66 | 1                      |        |       |       |
|                      | Luca Bellazzi           | 2 232                | 8,42  | Polo Laico             | 1 958  | 8,10  | 1     |
| Seggio di coalizione | Seggio di coalizione    | Seggio di coalizione | 8,42  | 1                      |        |       |       |
|                      | Giuseppe Squillaci      | 2 095                | 7,91  | La Strada per Vigevano | 1 615  | 6,68  | –     |
| Grande Vigevano      | Giuseppe Squillaci      | 2 095                | 7,91  | 242                    | 1,00   | –     |       |
| Seggio di coalizione | Seggio di coalizione    | Seggio di coalizione | 7,91  | 1                      |        |       |       |
|                      | Silvia Baldina          | 1 642                | 6,20  | Movimento 5 Stelle     | 1 518  | 6,28  | –     |
| Seggio di coalizione | Seggio di coalizione    | Seggio di coalizione | 6,20  | 1                      |        |       |       |
|                      | Furio Suvilla           | 1 595                | 6,02  | Gruppo Civico          | 735    | 3,04  | –     |
| VIF Vigevano Futura  | Furio Suvilla           | 1 595                | 6,02  | 641                    | 2,65   | –     |       |
| Seggio di coalizione | Seggio di coalizione    | Seggio di coalizione | 6,02  | 1                      |        |       |       |
|                      | Roberto Guarchi         | 584                  | 2,20  | Rifondazione Comunista | 531    | 2,20  | –     |
| Totale               | Totale                  | 26 494               | 100   |                        | 24 183 | 100   | 24    |

### Voghera
| Candidati                      | Candidati                     | Voti                 | %     | Liste                       | Voti   | %     | Seggi |
| ------------------------------ | ----------------------------- | -------------------- | ----- | --------------------------- | ------ | ----- | ----- |
|                                | Paola Garlaschelli ✔️ Sindaco | 9 370                | 49,20 | Lega Salvini Lombardia      | 4 328  | 24,01 | 8     |
| Forza Italia                   | Paola Garlaschelli ✔️ Sindaco | 9 370                | 49,20 | 1 981                       | 10,99  | 3     |       |
| Fratelli d'Italia              | Paola Garlaschelli ✔️ Sindaco | 9 370                | 49,20 | 1 259                       | 6,99   | 2     |       |
| Voghera al Centro              | Paola Garlaschelli ✔️ Sindaco | 9 370                | 49,20 | 881                         | 4,89   | 1     |       |
| Noi con Voghera                | Paola Garlaschelli ✔️ Sindaco | 9 370                | 49,20 | 579                         | 3,21   | 1     |       |
|                                | Nicola Affronti               | 4 053                | 21,28 | Unione di Centro            | 1 422  | 7,89  | 2     |
| Partito Democratico            | Nicola Affronti               | 4 053                | 21,28 | 1 318                       | 7,31   | 1     |       |
| Insieme per Voghera            | Nicola Affronti               | 4 053                | 21,28 | 895                         | 4,97   | 1     |       |
| Lista Voghera per l'Oltrepò    | Nicola Affronti               | 4 053                | 21,28 | 146                         | 0,81   | –     |       |
| MCV Movimento Civico Vogherese | Nicola Affronti               | 4 053                | 21,28 | 75                          | 0,42   | –     |       |
| Polo Moderato                  | Nicola Affronti               | 4 053                | 21,28 | 70                          | 0,39   | –     |       |
| Seggio di coalizione           | Seggio di coalizione          | Seggio di coalizione | 21,28 | 1                           |        |       |       |
|                                | Pier Ezio Ghezzi              | 3 364                | 17,66 | Lista Civica Ghezzi Sindaco | 2 217  | 12,30 | 2     |
| Quartieri di Voghera           | Pier Ezio Ghezzi              | 3 364                | 17,66 | 435                         | 2,41   | –     |       |
| Voghera +Libera                | Pier Ezio Ghezzi              | 3 364                | 17,66 | 345                         | 1,91   | –     |       |
| Seggio di coalizione           | Seggio di coalizione          | Seggio di coalizione | 17,66 | 1                           |        |       |       |
|                                | Antonio Marfi                 | 1 316                | 6,91  | Movimento 5 Stelle          | 1 154  | 6,40  | –     |
| Seggio di coalizione           | Seggio di coalizione          | Seggio di coalizione | 6,91  | 1                           |        |       |       |
|                                | Giuseppina Insalaco           | 679                  | 3,57  | Cambiamo! con Toti          | 690    | 3,83  | –     |
|                                | Carmelo Pagnotta              | 262                  | 1,38  | Lista Civica Scuola         | 229    | 1,27  | –     |
| Totale                         | Totale                        | 19 044               | 100   |                             | 18 024 | 100   | 16    |

1. ↑  Include alcuni fuoriusciti di Forza Italia (cfr. https://www.vogheranews.it/wp/2020/08/voghera-22-08-2020-insieme-voghera-pronta-alla-sfida-elettorale-al-grido-di-nel-cuore-una-voghera-migliore/)
2. ↑  Include candidati di +Europa, Radicali Italiani, Azione, Volt e Italia Viva (cfr. https://www.facebook.com/piueuropapavia/posts/539073303431309/)

## Provincia di Varese

### Saronno
| Candidati                                      | Candidati                  | Voti                 | %     | Liste                    | Voti   | %     | Seggi |
| ---------------------------------------------- | -------------------------- | -------------------- | ----- | ------------------------ | ------ | ----- | ----- |
|                                                | Augusto Airoldi ✔️ Sindaco | 6 490                | 34,62 | Partito Democratico      | 3 126  | 17,22 | 6     |
| Saronno Civica Airoldi Sindaco                 | Augusto Airoldi ✔️ Sindaco | 6 490                | 34,62 | 1 874                    | 10,32  | 3     |       |
| Tu@Saronno                                     | Augusto Airoldi ✔️ Sindaco | 6 490                | 34,62 | 1 195                    | 6,58   | 2     |       |
|                                                | Alessandro Fagioli         | 6 864                | 36,61 | Lega Salvini Lombardia   | 3 888  | 21,41 | 4     |
| Fratelli d'Italia                              | Alessandro Fagioli         | 6 864                | 36,61 | 1 276                    | 7,03   | 1     |       |
| Forza Italia                                   | Alessandro Fagioli         | 6 864                | 36,61 | 1 122                    | 6,18   | 1     |       |
| Saronno al Centro - Il Popolo della Famiglia   | Alessandro Fagioli         | 6 864                | 36,61 | 464                      | 2,56   | –     |       |
| Seggio di coalizione                           | Seggio di coalizione       | Seggio di coalizione | 36,61 | 1                        |        |       |       |
|                                                | Novella Ciceroni           | 2 356                | 12,57 | Obiettivo Saronno (A)    | 2 302  | 12,68 | 3     |
| Seggio di coalizione                           | Seggio di coalizione       | Seggio di coalizione | 12,57 | 1                        |        |       |       |
|                                                | Pierluigi Gilli            | 2 203                | 11,75 | Lista civica con Saronno | 1 563  | 8,61  | –     |
| +Europa - Italia Viva - Azione Unione Italiana | Pierluigi Gilli            | 2 203                | 11,75 | 519                      | 2,86   | –     |       |
| Seggio di coalizione                           | Seggio di coalizione       | Seggio di coalizione | 11,75 | 1                        |        |       |       |
|                                                | Luca Longinotti            | 835                  | 4,45  | Movimento 5 Stelle       | 827    | 4,55  | –     |
| Totale                                         | Totale                     | 18 748               | 100   |                          | 18 156 | 100   | 24    |

La lista contrassegnata con (A) è apparentata al secondo turno con Augusto Airoldi

### Somma Lombardo
| Candidati                   | Candidati                   | Voti                 | %     | Liste                  | Voti  | %     | Seggi |
| --------------------------- | --------------------------- | -------------------- | ----- | ---------------------- | ----- | ----- | ----- |
|                             | Stefano Bellaria ✔️ Sindaco | 4 873                | 60,19 | Partito Democratico    | 1 968 | 25,64 | 4     |
| Somma Civica                | Stefano Bellaria ✔️ Sindaco | 4 873                | 60,19 | 909                    | 11,84 | 2     |       |
| Sinistra per Somma          | Stefano Bellaria ✔️ Sindaco | 4 873                | 60,19 | 859                    | 11,19 | 2     |       |
| Somma al Centro             | Stefano Bellaria ✔️ Sindaco | 4 873                | 60,19 | 842                    | 10,97 | 2     |       |
|                             | Alberto Barcaro             | 2 438                | 30,11 | Lega Salvini Lombardia | 1 599 | 20,83 | 4     |
| Fai Centro con Somma Ideale | Alberto Barcaro             | 2 438                | 30,11 | 389                    | 5,07  | –     |       |
| Forza Italia                | Alberto Barcaro             | 2 438                | 30,11 | 383                    | 4,99  | –     |       |
| Seggio di coalizione        | Seggio di coalizione        | Seggio di coalizione | 30,11 | 1                      |       |       |       |
|                             | Manuela Scidurlo            | 785                  | 9,70  | Fratelli d'Italia      | 726   | 9,46  | –     |
| Seggio di coalizione        | Seggio di coalizione        | Seggio di coalizione | 9,70  | 1                      |       |       |       |
| Totale                      | Totale                      | 8 096                | 100   |                        | 7 675 | 100   | 16    |